# Lagorai Orientale - Cima Bocche
Lagorai Orientale - Cima Bocche este o arie protejată (arie specială de conservare — SAC, sit de importanță comunitară — SCI) din Italia întinsă pe o suprafață de 12.280 ha, integral pe uscat.

## Localizare
Centrul sitului Lagorai Orientale - Cima Bocche este situat la coordonatele 46°16′12″N 11°44′38″E / 46.27°N 11.743889°E.

## Înființare
Situl Lagorai Orientale - Cima Bocche a fost declarat sit de importanță comunitară în octombrie 2010 pentru a proteja 1 specie de plante și 29 de specii de animale. Situl a fost protejat și ca arie specială de conservare în mai 2016.

## Biodiversitate
Situată în ecoregiunea alpină, aria protejată conține 21 de habitate naturale: Turbării active, Mlaștini turboase de tranziție și turbării mișcătoare, Formațiuni ierboase bogate în specii de Nardus, dezvoltate pe substraturi silicioase în zone montane (și în zone submontane, în Europa continentală), Pajiști alpine și subalpine calcaroase, Păduri acidofile de Picea de la nivel montan la nivel alpin (Vaccinio-Piceetea), Lacuri eutrofice naturale cu vegetație de tip Magnopotamion sau Hydrocharition, Grohotișuri silicioase de la nivelul montan până la nivelul zăpezii (Androsacetalia alpinae și Galeopsietalia ladani), Pante stâncoase calcaroase cu vegetație casmofită, Grohotișuri calcaroase și de șisturi calcaroase de la nivelul montan până la nivelul alpin (Thlaspietea rotundifolii), Păduri de fag Luzulo-Fagetum, Păduri alpine de Larix decidua și/sau Pinus cembra, Mlaștini împădurite, Ape stătătoare oligotrofe până la mezotrofe, cu vegetație de Littorelletea uniflorae și/sau de Isoëto-Nanojuncetea, Tufărișuri cu Pinus mugo și Rhododendron hirsutum (Mugo-Rhododendretum hirsuti), Pajiști cu Molinia pe soluri calcaroase, turboase sau argilos-nămoloase (Molinion caeruleae), Mlaștini alcaline, Pante stâncoase silicioase cu vegetație casmofită, Pajiști alpine și boreale, Păduri aluvionare cu Alnus glutinosa și Fraxinus excelsior (Alno-Padion, Alnion incanae, Salicion albae), Fânețe montane, Pajiști boreale și alpine pe substrat silicios.
La baza desemnării sitului se află mai multe specii protejate:
- plante (1): papucul doamnei (Cypripedium calceolus)
- păsări (24): uliu porumbar (Accipiter gentilis), uliu păsărar (Accipiter nisus), minunița (Aegolius funereus), potârnichea de stâncă (Alectoris graeca saxatilis), fâsă de pădure (Anthus trivialis), acvilă de munte (Aquila chrysaetos), cocoșul de mesteacăn (Bonasa bonasia), buha (Bubo bubo), șorecarul comun (Buteo buteo), ciocănitoare neagră (Dryocopus martius), vânturel roșu (Falco tinnunculus), ciuvică (Glaucidium passerinum), Lagopus muta helvetica, Lyrurus tetrix tetrix, cinghiță alpină (Montifringilla nivalis), muscar sur (Muscicapa striata), alunar (Nucifraga caryocatactes), pietrar sur (Oenanthe oenanthe), viespar (Pernis apivorus), ciocănitoare de munte (Picoides tridactylus), ciocănitoare verzuie (Picus canus), silvie-mică (Sylvia curruca),  cocoș de munte (Tetrao urogallus), fluturașul de stâncă (Tichodroma muraria)
- mamifere (3): liliac cârn (Barbastella barbastellus), lupul (Canis lupus), liliac comun (Myotis myotis)
- nevertebrate (1): fluturele auriu (Euphydryas aurinia)
- pești (1): zglăvoacă (Cottus gobio)

Pe lângă speciile protejate, pe teritoriul sitului au mai fost identificate 88 de specii de plante, 1 specie de păsări, 4 specii de amfibieni, 29 de specii de mamifere, 1 specie de nevertebrate, 3 specii de pești, 5 specii de reptile.